# Connie Francis
Concetta Rosa Maria Franconero (Newark, New Jersey, 12. prosinca 1938. – Pompano Beach, Florida, 16. srpnja 2025.), poznata po svom umjetničkom imenu Connie Francis, bila je američka pop pjevačica, poznata po svojim hitovima: Who's Sorry Now?, Lipstick on Your Collar, Where the Boys Are, Stupid Cupid, Everybody's Somebody's Fool, My Heart Has a Mind of Its Own i  Don't Break the Heart That Loves You. 
Connie je sa svojim kristalnim sopranom bila najpopularnija ženska pjevačica 1960-ih u Americi .

## Životopis

### Djetinstvo
Concetta je rođena u radničkoj obitelji talijanskih imigranata u Newarku, New Jersey. Kratko je pohađala Srednju umjetničku školu ( Newark Arts High School) od 1951. do 1952. godine.
Zarana je počela pjevati,  nakon jednog od njenih prvih javnih nastupa sugerirano joj je da si promjeni ime u neko koje se lakše pamti i izgovara, tako je od Concetta Franconero, postala Conni Francis.
Prvu sing ploču snimila je 1955. bila je to - Freddy, koja je doživjela osrednji uspjeh. I sljedećih devet ploča bili su zaredom neuspjesi. 
Tada je upoznala Bobby Darina, koji je u to doba bio #1 pop skladatelj i tekstopisac. Darinov menedžer nagovorio je Bobbyja da proba napisati par pjesama za Connie. Ispočetka se nisu slagali, ali su se kasnije toliko zbližili da su postali ljubavnici. 
Na nesreću Connie je imala vrlo strogog patrijarhalnog oca, pravog Talijana kojem se ta preuranjena ljubavna veza nije dopadala.
Kad je Connin otac saznao da Connie i Bobby ljubuju, te da je on predložio da oni 
zajedno pobjegnu, toliko se razljutio da je zaprijetio Bobbyju puškom i naredio mu da 
izbjegava Conni. Darin se zaista uplašio i izbjegavao se susresti s Conni.

### Uspjeh
Kad se činilo da sve ide kvragu, zbog slabe prodaje i da će MGM razvrgnuti ugovor sa  
Connie, na posljednjem zakazanom snimanju za MGM Connie je snimila pjesmu iz 1923. Who's Sorry Now? ( autora: Berta Kalmara i Harry Rubya). 
Pjesma je postala #1 poslije nastupa na televiziji 1958., u emisiji Dicka Clarka American Bandstand. U travnju 1958. Who's Sorry Now popela se je na #1 u UK i #4 u SAD. Nakon toga uslijedili su mnogi drugi hitovi sljedećih desetljeća, a Connie Francis postala je jedna od najpopularnijih pjevačica.
Nakon uspješnice -Who's Sorry Now?, Connie je željela nastaviti s hitovima, zato je stala surađivati s tada uspješnim skaladateljskim timom; Neil Sedakom i Howardom Greenfieldom. Oni su za nju napisali Stupid Cupid, The Diary, njezin prvi #1. Do kraja njene rane karijere Sedaka i Greenfield napisali su za Connie, još nekoliko hitova poput;  Fallin (#30) i Where the Boys Are (#4).
1960. postala je prva ženska pjevačica koja je imala dva hita  #1 zaredom; Everybody is Somebody's Fool i My Heart Has a Mind of Its Own.
1961., dobila je svoju vlastitu zabavljačku emisiju na američkoj tv kući ABC nazvanu 
Kicking Sound Around. 

### Karijera u kasniijoj fazi
Francis je snimila nekoliko albuma sa standardima country glazbe. 1969., imala je 
osrednji uspjeh s country pjesmom The Wedding Cake. Na country listama popularnosti pojavila se ponovno 1982. s pjesmom There's Still a Few Good Love Songs Left in Me.
Connie Francis uspjela je ponovno vratiti interes publike na sebe 1973. pjesmom napisanom baš za nju i po njenoj mjeri  The Answer. 
Međutim puno veći interes javnosti privukla je na sebe zbog slučaja silovanja koji se zbio 8. prosinca 1974. Tada je silovana u motelu nakon nastupa na zabavnoj priredbi Westbury Music Fair u New Yorku. Poslije se ustanovilo da je brava na vratima njene sobe bila neispravna, zbog toga je Connie tužila upravu motela (za neadekvatnu sigurnost) i tražila tadašnjih $3 milijuna odštete, koje je nakraju dugog procesa i dobila. Nakon toga nije nastupala sedam godina. Njen silovatelj nije nikad pronađen.
1984. godine objavila je svoju aubiografiju - Who's Sorry Now?. Od 1989. godine prestala je nastupati na koncertima.  
U svojoj iznimno dugoj pjevačkoj karijeri Connie Francis je izdala ploče na trinajest jezika: engleski, grčki, njemački, švedski, nizozemski, francuski, španjolski, portugalski, talijanski (čak i na napoletanskom dijalektu), hebrejski, jidiš, japanski, latinski i havajski. 
Njezin najveći hit album u Americi 1959. bio je  Italian Favorites (s talijanskim hit napjevima), nastavila je s tom politikom i izdala još nekoliko albuma s talijanskim 
pjesmama, izdala je albume i sa španjolskim pjesmama, kao i sa židovskim.

## Obiteljski život
Connie Francis se udavala četiri puta. Prvo za  Dicka Kanellisa protivno očevoj želji
1964., rastala se nakon tri mjeseca zbog tužbe za obiteljsko nasilje  Nakon toga se udala za frizera Izadora Izzya Mariona 1971., rastala se za godinu dana. 
U rujnu 1973. udala se za Josepha Garzillija, usvojili su i dijete sina Josepha Garzillija Jr., rođenog 1974. Rastala se 1974. zato što je tvrdila da je silovana. 
Nakon rastave, udala se za televizijskog producenta Bob Parkinsona, 1985., i ovaj 
brak se ubrzo raspao. 
Višestruke plastične operacije nosa (zbog rješavanja ranijih grešaka) dovele su je do toga da je morala izbivati četiri godine sa scene.
Njezin brat je ubijen 1981.
- Connie Francis je nakon silovanja vremenom postala psihički bolesnik.

## Filmska karijera
Connie Francis je nastupila u filmovima Where the Boys Are (1960), Follow 
the Boys (1963), Looking for Love (1964) i  When the Boys Meet the Girls (1965). 

## Diskografija

### Connine singl ploče na top ljestvicama
| Godina | Naslov                                                              | Pozicija na ljestvici | Pozicija na ljestvici | Pozicija na ljestvici | Pozicija na ljestvici | Pozicija na ljestvici |                        |
| Godina | Naslov                                                              | US Billboard          | US Cashbox            | US AC                 | US R&B                | US Country            | Ujedinjeno Kraljevstvo |
| ------ | ------------------------------------------------------------------- | --------------------- | --------------------- | --------------------- | --------------------- | --------------------- | ---------------------- |
| 1957   | "The Majesty of Love" (s Marvinom Rainwaterom)                      | 93                    | –                     | –                     | –                     | –                     | –                      |
| 1958   | "Who's Sorry Now?"                                                  | 4                     | 3                     | –                     | 4                     | –                     | 1                      |
| 1958   | "I'm Sorry I Made You Cry"                                          | 36                    | 31                    | –                     | –                     | –                     | 11                     |
| 1958   | "Stupid Cupid" / "Carolina Moon"                                    | 15                    | 16                    | –                     | –                     | –                     | 1                      |
| 1958   | "Fallin'"                                                           | 30                    | 39                    | –                     | –                     | –                     | 20                     |
| 1958   | "Happy Days and Lonely Nights"                                      | –                     | 88;                   | –                     | –                     | –                     |                        |
| 1958   | "I'll Get By"                                                       | –                     | –                     | –                     | –                     | –                     | 19                     |
| 1958   | "Never Before"                                                      | –                     | 99                    | –                     | –                     | –                     | –                      |
| 1959   | "My Happiness"                                                      | 2                     | 2                     | –                     | 11                    | –                     | 4                      |
| 1959   | "You Always Hurt the One You Love"                                  | –                     | –                     | –                     | –                     | –                     | 13                     |
| 1959   | "If I Didn't Care"                                                  | 22                    | 15                    | –                     | 29                    | –                     | –                      |
| 1959   | "Lipstick on Your Collar"                                           | 5                     | 3                     | –                     | 10                    | –                     | 3                      |
| 1959   | "Frankie"                                                           | 9                     | 9                     | –                     | 17                    | –                     | –                      |
| 1959   | "You're Gonna Miss Me"                                              | 22                    | 33                    | –                     | –                     | –                     | –                      |
| 1959   | "Plenty Good Lovin'"                                                | 69                    | 63                    | –                     | –                     | –                     | 18                     |
| 1959   | "Among My Souvenirs"                                                | 7                     | 5                     | –                     | 10                    | –                     | 11                     |
| 1959   | "God Bless America"                                                 | 36                    | 36                    | –                     | –                     | –                     | –                      |
| 1960   | "Mama" / "Robot Man"                                                | 8                     | 7                     | –                     | –                     | –                     | 2                      |
| 1960   | "Teddy"                                                             | 17                    | 31                    | –                     | –                     | –                     | –                      |
| 1960   | "Everybody's Somebody's Fool"                                       | 1                     | 1                     | –                     | 2                     | 24                    | 5                      |
| 1960   | "Jealous of You (Tango Della Gelosia)"                              | 19                    | 27                    | –                     | –                     | –                     | –                      |
| 1960   | "My Heart Has a Mind of Its Own"                                    | 1                     | 1                     | –                     | 11                    | –                     | 3                      |
| 1960   | "Malagueña"                                                         | 42                    | 67                    | –                     | –                     | –                     | –                      |
| 1960   | "Many Tears Ago"                                                    | 7                     | 9                     | –                     | –                     | –                     | 12                     |
| 1960   | "Senza Momma (With No One)"                                         | 87                    | –                     | –                     | –                     | –                     | –                      |
| 1961   | "Where the Boys Are"                                                | 4                     | 4                     | –                     | –                     | –                     | 5                      |
| 1961   | "No One"                                                            | 34                    | 65                    | –                     | –                     | –                     | –                      |
| 1961   | "Breakin' in a Brand New Broken Heart" / "Someone Else's Boy"       | 7                     | 5                     | –                     | –                     | –                     | 12                     |
| 1961   | "Together"                                                          | 6                     | 7                     | 1                     | –                     | –                     | 6                      |
| 1961   | "Too Many Rules"                                                    | 72                    | 64                    | –                     | –                     | –                     | –                      |
| 1961   | "(He's My) Dreamboat"                                               | 14                    | 22                    | –                     | –                     | –                     | –                      |
| 1961   | "Hollyood"                                                          | 42                    | 26                    | –                     | –                     | –                     | –                      |
| 1961   | "When the Boy in Your Arms (Is the Boy in Your Heart)"              | 10                    | 8                     | 2                     | –                     | –                     | –                      |
| 1961   | "Baby's First Christmas"                                            | 26                    | 52                    | 7                     | –                     | –                     | 30                     |
| 1962   | "Don't Break the Heart That Loves You"                              | 1                     | 2                     | 1                     | –                     | –                     | 39                     |
| 1962   | "Second Hand Love"                                                  | 7                     | 7                     | 3                     | –                     | –                     | –                      |
| 1962   | "Vacation"                                                          | 9                     | 10                    | –                     | –                     | –                     | 10                     |
| 1962   | "The Biggest Sin of All"                                            | 116                   | 89                    | –                     | –                     | –                     | –                      |
| 1962   | "I Was Such a Fool (To Fall In Love With You)"                      | 24                    | 18                    | 8                     | –                     | –                     | –                      |
| 1962   | "He Thinks I Still Care"                                            | 57                    | 51                    | 18                    | –                     | –                     | –                      |
| 1962   | "I'm Gonna Be Warm This Winter"                                     | 18                    | 18                    | 19                    | –                     | –                     | 48                     |
| 1962   | "Al di là"                                                          | 90                    | 87                    | –                     | –                     | –                     | –                      |
| 1963   | "Follow the Boys"                                                   | 17                    | 11                    | 7                     | –                     | –                     | –                      |
| 1963   | "Waiting for Billy"                                                 | 127                   | –                     | –                     | –                     | –                     | –                      |
| 1963   | "If My Pillow Could Talk"                                           | 23                    | 16                    | –                     | –                     | –                     | –                      |
| 1963   | "Drownin' My Sorrows"                                               | 36                    | 34                    | –                     | –                     | –                     | –                      |
| 1963   | "Mala Femmena"                                                      | 114                   | –                     | –                     | –                     | –                     | –                      |
| 1963   | "Your Other Love"                                                   | 28                    | 22                    | 10                    | –                     | –                     | –                      |
| 1963   | "In the Summer of His Years"                                        | 46                    | 31                    | –                     | –                     | –                     | –                      |
| 1964   | "Blue Winter"                                                       | 24                    | 16                    | 8                     | –                     | –                     | –                      |
| 1964   | "Be Anything (But Be Mine)"                                         | 25                    | 23                    | 9                     | –                     | –                     | –                      |
| 1964   | "Looking for Love"                                                  | 45                    | 34                    | –                     | –                     | –                     | –                      |
| 1964   | "Don't Ever Leave Me"                                               | 42                    | 37                    | –                     | –                     | –                     | –                      |
| 1964   | "We Have Something More"                                            | 128                   | –                     | –                     | –                     | –                     | –                      |
| 1965   | "Whose Heart Are You Breaking Tonight"                              | 43                    | 42                    | 7                     | –                     | –                     | –                      |
| 1965   | "For Mamma (La Mamma)"                                              | 48                    | 35                    | 12                    | –                     | –                     | –                      |
| 1965   | "Wishing It Was You"                                                | 57                    | 49                    | 14                    | –                     | –                     | –                      |
| 1965   | "My Child"                                                          | –                     | –                     | –                     | –                     | –                     | 26                     |
| 1965   | "Forget Domani"                                                     | 79                    | 55                    | 16                    | –                     | –                     | –                      |
| 1965   | "Roundabout"                                                        | 80                    | 83                    | 10                    | –                     | –                     | –                      |
| 1965   | "Jealous Heart"                                                     | 47                    | 29                    | 10                    | –                     | –                     | 44                     |
| 1966   | "Love Is Me, Love Is You"                                           | 66                    | 68                    | 28                    | –                     | –                     | –                      |
| 1966   | So Nice (Summer Samba)"                                             | –                     | –                     | 17                    | –                     | –                     | –                      |
| 1966   | "Spanish Nights and You"                                            | 99                    | 81                    | 15                    | –                     | –                     | –                      |
| 1967   | "Time Alone Will Tell"                                              | 94                    | –                     | 14                    | –                     | –                     | –                      |
| 1967   | "Another Page"                                                      | –                     | 99                    | –                     | –                     | –                     | –                      |
| 1967   | "My Heart Cries for You"                                            | 118                   | 96                    | 12                    | –                     | –                     | –                      |
| 1967   | "Lonely Again"                                                      | –                     | –                     | 22                    | –                     | –                     | –                      |
| 1968   | "My World Is Slipping Away"                                         | –                     | –                     | 35                    | –                     | –                     | –                      |
| 1968   | "Who Can Say Goodbye (A Comme Amour)"                               | 132                   | –                     | 27                    | –                     | –                     | –                      |
| 1968   | "I Don't Wanna Play House"                                          | –                     | –                     | 40                    | –                     | –                     | –                      |
| 1969   | "The Wedding Cake"                                                  | 91                    | 97                    | 19                    | –                     | 33                    | –                      |
| 1973   | "The Answer - Should I Tie A Yellow Ribbon Around the Oak Old Tree" | –                     | 99                    | –                     | –                     | -–                    |                        |
| 1981   | "I'm Me Again"                                                      | –                     | –                     | 40                    | –                     | –                     | –                      |
| 1982   | "There's Still a Few Good Love Songs Left In Me"                    | –                     | –                     | –                     | –                     | 84                    | –                      |

### Albumi izdani u Americi
- MGM E-3686: Who's Sorry Now? (izdan 1958)
- MGM E-/SE-3761: The Exciting Connie Francis (izdan 1959)
- MGM E-/SE-3776: My Thanks To You (izdan 1959)
- MGM E-/SE-3791: Connie Francis Sings Italian Favorites (izdan 1959) SAD #4, CM # 5, CS # 7
- MGM E-/SE-3792: Christmas In My Heart (izdan 1959)
- MGM E-/SE-3793: Connie's Greatest Hits (izdan 1959) SAD #17 / UK #16, CM # 19
- MGM E-/SE-3794: Rock 'n' Roll Million Sellers (izdan 1959) UK #12
- MGM E-/SE-3795: Country And Western Golden Hits (izdan 1959)
- Lion Records L 70126: Connie Francis Sings Fun Songs For Children (izdan 1959)
- MGM E-/SE-3853: Connie Francis Sings Spanish And Latin American Favorites (izdan 1960) CM # 23, CS #25
- MGM E-/SE-3869: Connie Francis Sings Jewish Favorites (izdan 1960) SAD #69, CM #33
- MGM E-/SE-3871: More Italian Favorites (izdan 1960) SAD #9, CM # 39
- MGM E-/SE-3893: Songs To A Swingin' Band (izdan 1961)
- MGM E-/SE-3913: Connie At The Copa (izdan 1961) SAD #65
- MGM E-/SE-3942: More Greatest Hits (izdan 1961) SAD #39, CM # 16, CS # 24
- MGM E-/SE-3965: Connie Francis Sings "Never On Sunday" (izdan 1961) SAD #11, CM # 10, CS # 18
- MGM E-/SE-3969: Connie Francis Sings Folk Song Favorites (izdan 1961)
- Mati-Mor Superecords M 8002: Sing Along With Connie Francis (izdan 1961)
- MGM E-/SE-4013: Connie Francis Sings Irish Favorites (izdan 1962)
- MGM E-/SE-4022: Do The Twist (izdan 1962, prezvan u  Dance Party i nanovo zaopakiran 1962) SAD #47 CM # 48
- MGM E-4023: Connie Francis Sings Fun Songs For Children (izdan 1962, reizdanje Lion Records L 70126)
- MGM E-/SE-4048: Connie Francis Sings Award Winning Motion Picture Hits (izdan 1963) SAD #108, CS #22, CM #33
- MGM E-/SE-4049: Connie Francis Sings Second Hand Love (izdan 1962) SAD #111
- MGM E-/SE-4079: Country Music Connie Style (izdan 1962) SAD #22 CM # 23
- MGM E-/SE-4102: Connie Francis Sings Modern Italian Hits (izdan 1962) SAD #103, CM # 43
- MGM E-/SE-4123: Follow The Boys (izdan 1963) SAD #66 CS # 32 CM # 29
- MGM E-/SE-4124: Connie Francis Sings German Favorites (izdan 1964)
- MGM E-/SE-4145: Great American Waltzes (izdan 1963) SAD #94 CS #42, CM # 72
- MGM E-/SE-4161: "Mala Femmena" and Conni Big Hits From Italy (izdan 1963) SAD #70
- MGM E-/SE-4167: The Very Best Of Connie Francis (izdan 1963) SAD #68, CM # 73
- MGM E-/SE-4210: In The Summer Of His Years (izdan 1963) SAD #126 CS # 47
- MGM E-/SE-4229: Looking For Love (izdan 1964) SAD #122 CM # 43
- MGM E-/SE-4251: Connie Francis & Hank Williams, jr. Sing Great Country Favorites (izdan 1964)
- MGM E-/SE-4253: A New Kind Of Connie (izdan 1964) SAD #149, CM # 73
- MGM E-/SE-4294: Connie Francis Sings "For Mama" (izdan 1965) SAD #78, C #89
- MGM E-/SE-4298: Connie Francis Sings All Time International Hits (izdan 1965)
- MGM E-/SE-4334: When The Boys Meet The Girls (izdan 1965) SAD #61
- MGM E-/SE-4355: Jealous Heart (izdan 1966)
- MGM E-/SE-4382: Movie Greats Of The Sixties (izdan 1966)
- MGM E-/SE-4399: Connie's Christmas (izdan 1966, reizadanjeMGM E-/SE-3792)
- MGM E-/SE-4411: Live At The Sahara In Las Vegas (izdan 1966)
- King Leo Records LES 903: Connie Francis And The Kids Next Door (izdan 1966, kao MGM E-/SE-4412)
- MGM E-/SE-4448: Love, Italian Style (izdan 1967)
- MGM E-/SE-4472: Happiness - Connie Francis on Broadway today (izdan 1967)
- MGM E-/SE-4474: Grandes Exitos Del Cine De Los Años 60 (izdan 1967)
- MGM E-/SE-4487: My Heart Cries for You (izdan 1967)
- MGM E-/SE-4522: Hawaii Connie (izdan 1968)
- MGM E-/SE-4573: Connie And Clyde (izdan 1968)
- MGM E-/SE-4585: Connie Sings Bacharach & David (izdan 1968)
- MGM SE-4637: The Wedding Cake (izdan 1969)
- MGM SE-4655: Connie Francis Sings The Songs Of Les Reed (izdan 1969)
- MGM/Polydor 1-5406 I'm Me Again (1981)

MGM E- = mono izdanje
MGM SE- = stereo izdanje

## Vanjske poveznice
- Službene stranice